# 룡강선
룡강선(龍岡線)은 남포시 룡강군에 있는 룡강역에서 온천군에 있는 마영역을 연결하는 철도 노선이다.

## 노선 정보
- 구간과 거리 : 룡강역~마영역 17.0km
- 역 수 : 5개(양단역 포함)
- 궤도 간격 : 1435mm(표준궤)
- 전철화 구간 : 없음
- 복선 구간 : 없음

## 역 목록
| 역이름     | 구역명(舊驛名) | 영업거리 (km) | 접속노선 | 소재지 | 소재지 |
| ---------- | -------------- | ------------- | -------- | ------ | ------ |
| 룡강(龍岡) | 진지동(眞池洞) | 0.0           | 평남선   | 남포시 | 룡강군 |
| 룡호(龍湖) |                |               |          | 남포시 | 룡강군 |
| 후산(後山) |                |               |          | 남포시 | 룡강군 |
| 룡월(龍月) |                |               |          | 남포시 | 온천군 |
| 마영(麻永) |                |               |          | 남포시 | 온천군 |